# Delincuente
Delincuente è un singolo del cantante italiano Boro Boro e della cantante italiana Elettra Lamborghini pubblicato il 31 marzo 2023.

## Video musicale
Il video, diretto da Marc Lucas e Igor Grbesic, è stato pubblicato contestualmente all'uscita del singolo sul canale YouTube della Iskido Gang.

## Tracce
Testi di Federico Orecchia ed Elettra Lamborghini, musiche di Julien Boverod.
1. Delincuente – 2:15